# Мичмаш
Мичмаш (енгл. Michmash) је некадашње насеље у Јудеји, око 13 км северно од Јерусалима.

## Историја
Мичмаш се налазио око 1.5 км од данашњег Мухамаса (енгл. Mukhmas), на висоравни која је бранила северни улаз у истоимени пролаз. Због таквог положаја имао је значајну улогу у историји Јевреја у старом веку. У 11. веку пре н.е. био је главно упориште Филистејаца, које су ту победили Јевреји под краљем Саулом, а 156. пре н.е. био је центар макабејског устанка, где је исте године проглашена независност Јудеје.